# Collegio uninominale Piemonte 2 - 04 (2020)
Il collegio elettorale uninominale Piemonte 2 - 04 è un collegio elettorale uninominale della Repubblica Italiana per l'elezione della Camera dei deputati.

## Territorio
Come previsto dalla legge n. 51 del 27 maggio 2019, il collegio è stato definito tramite decreto legislativo all'interno della circoscrizione Piemonte 2.
È formato dal territorio dell'intera provincia di Asti (118 comuni) e da 78 comuni della provincia di Cuneo: Alba, Albaretto della Torre, Arguello, Baldissero d'Alba, Barbaresco, Barolo, Benevello, Bergolo, Bonvicino, Borgomale, Bosia, Bossolasco, Bra, Camerana, Canale, Castagnito, Castelletto Uzzone, Castellinaldo d'Alba, Castiglione Falletto, Castiglione Tinella, Castino, Ceresole Alba, Cerretto Langhe, Cherasco, Corneliano d'Alba, Cortemilia, Cossano Belbo, Cravanzana, Diano d'Alba, Feisoglio, Gorzegno, Gottasecca, Govone, Grinzane Cavour, Guarene, La Morra, Lequio Berria, Levice, Magliano Alfieri, Mango, Monesiglio, Monforte d'Alba, Montà, Montaldo Roero, Montelupo Albese, Monteu Roero, Monticello d'Alba, Narzole, Neive, Neviglie, Niella Belbo, Novello, Perletto, Pezzolo Valle Uzzone, Piobesi d'Alba, Pocapaglia, Priocca, Prunetto, Rocchetta Belbo, Roddi, Roddino, Rodello, Saliceto, San Benedetto Belbo, Sanfrè, Santa Vittoria d'Alba, Santo Stefano Belbo, Santo Stefano Roero, Serralunga d'Alba, Serravalle Langhe, Sinio, Sommariva del Bosco, Sommariva Perno, Torre Bormida, Treiso, Trezzo Tinella, Verduno e Vezza d'Alba.
Il collegio è parte del collegio plurinominale Piemonte 2 - 02.

## Eletti
| Elezione | Elezione | Deputato       | Partito           |
| -------- | -------- | -------------- | ----------------- |
|          | 2022     | Marcello Coppo | Fratelli d'Italia |

## Dati elettorali

### XIX legislatura
Come previsto dalla legge elettorale, 147 deputati sono eletti con sistema a maggioranza relativa in altrettanti collegi uninominali a turno unico.
| Candidati                           | Candidati                | Voti    | %     | Liste                          | Voti    | %     |
| ----------------------------------- | ------------------------ | ------- | ----- | ------------------------------ | ------- | ----- |
|                                     | Marcello Coppo ✔️ Eletto | 97 356  | 53,08 | Fratelli d'Italia              | 53 408  | 29,12 |
| Lega per Salvini Premier            | Marcello Coppo ✔️ Eletto | 97 356  | 53,08 | 23 734                         | 12,94   |       |
| Forza Italia                        | Marcello Coppo ✔️ Eletto | 97 356  | 53,08 | 19 116                         | 10,42   |       |
| Noi moderati                        | Marcello Coppo ✔️ Eletto | 97 356  | 53,08 | 1 098                          | 0,60    |       |
|                                     | Andrea Ghignone          | 45 027  | 24,55 | Partito Democratico-IDP        | 30 896  | 16,85 |
| +Europa                             | Andrea Ghignone          | 45 027  | 24,55 | 7 195                          | 3,92    |       |
| Alleanza Verdi e Sinistra           | Andrea Ghignone          | 45 027  | 24,55 | 5 888                          | 3,21    |       |
| Impegno Civico - Centro Democratico | Andrea Ghignone          | 45 027  | 24,55 | 1 048                          | 0,57    |       |
|                                     | Barbara Baino            | 16 110  | 8,78  | Azione - Italia Viva - Calenda | 16 110  | 8,78  |
|                                     | Massimo Cerruti          | 15 234  | 8,31  | Movimento 5 Stelle             | 15 234  | 8,31  |
|                                     | Elena Bobbio             | 4 805   | 2,62  | Italexit                       | 4 805   | 2,62  |
|                                     | Gerarda Monaco           | 2 876   | 1,57  | Italia Sovrana e Popolare      | 2 876   | 1,57  |
|                                     | Lorenza Ameglio          | 2 001   | 1,09  | Unione Popolare                | 2 001   | 1,09  |
| Totale                              | Totale                   | 183 409 | 100   |                                | 183 409 | 100   |
|                                     |                          |         |       |                                |         |       |
| Schede bianche                      | Schede bianche           | 3 097   | 1,60  |                                |         |       |
| Schede nulle                        | Schede nulle             | 6 790   | 3,51  |                                |         |       |
| Votanti                             | Votanti                  | 193 296 | 66,90 |                                |         |       |
| Elettori                            | Elettori                 | 288 918 |       |                                |         |       |